# 乔治·赫特森
乔治·赫特森（英語：George Hutson，1889年12月22日—1914年9月14日），英国男子田径运动员，主攻长跑项目。他曾代表英国参加1912年夏季奥林匹克运动会田径比赛，获得二枚铜牌。